# William Alwyn
William Alwyn, nato William Alwyn Smith (Northampton, 7 novembre 1905 – Southwold, 11 settembre 1985), è stato un compositore, direttore d'orchestra, docente di musica britannico.È stato un prolifico compositore di colonne sonore cinematografiche.

## Biografia
William Alwyn nacque a Northampton dove mostrò un precoce interesse per la musica e imparò a suonare l'ottavino. All'età di 15 anni entrò a far parte della Royal Academy of Music di Londra dove studiò flauto e composizione.
Fu un flautista virtuoso e per molto tempo fece parte dell'organico della London Symphony Orchestra. Insegnò composizione alla Royal Academy of Music dal 1926 al 1955.
William Alwyn ha posseduto una notevole gamma di talenti. Era un discreto poliglotta, poeta e artista, oltre che musicista.
La sua produzione musicale è stata varia e ampia, comprendendo cinque sinfonie, quattro opere liriche, concerti e diversi quartetti d'archi.
Alwyn ha scritto oltre 70 colonne sonore dal 1941 al 1962. Le sue musiche per film includono Fuggiasco, Desert Victory, Gli incendi cominciarono, The History of Mr Polly, Idolo infranto, La tenda nera, Il corsaro dell'isola verde. Alcuni spartiti sono andati perduti, anche se molte partiture e disegni sono ora nell'Alwyn William Archive presso la biblioteca dell'Università di Cambridge. Negli ultimi anni sono stati registrati diversi cd e alcune opere, delle quali erano rimasti soltanto schizzi frammentari, sono state ricostruite da Philip Lane o Christopher Palmer dalle colonne sonore dei film stessi.
Alwyn predilesse la dissonanza, mettendo a punto la sua alternativa al serialismo dodecafonico. Nella sua terza sinfonia otto note delle possibili dodici sono utilizzate nel primo movimento, le rimanenti quattro (fa, re, mi e la bemolle) costituiscono il movimento centrale, e tutte quante sono combinate insieme per il finale.
Il concerto per arpa e orchestra d'archi, Lyra Angelica, divenne popolare quando la pattinatrice Michelle Kwan lo adottò per la sua performance nelle Olimpiadi invernali 1998.
William Alwyn visse a Larkrise, Dunwich Road, Blythburgh, nel Suffolk, e morì a Southwold, nella stessa contea inglese, nel 1985. Gli sopravvisse la sua seconda moglie, la compositrice Doreen Carwithen.

## Composizioni (parziale)
- The Fairy Fiddler, opera (1922)
- Five Preludes for Orchestra (1927)
- Piano Concerto No. 1 (1930)
- Tragic interlude for 2 horns, timpani and string orchestra (1936)
- Violin Concerto (1938)
- Pastoral fantasia for viola and string orchestra (1939)
- Tre quartetti per archi (1953, 1975, 1984)
- Concerto grosso No. 1 in B flat major (1943)
- Concerto for oboe, harp and strings (1945)
- Symphony No. 1 (1949)
- The Magic Island, symphonic prelude (1952)
- Symphony No. 2 (1953)
- Autumn legend for cor anglais and string orchestra (1954)
- Lyra angelica, concerto for harp and string orchestra (1954)
- Farewell Companions, radio opera (1955)
- Symphony No. 3 (1956)
- Fantasy-Waltzes (1956) for piano
- Elizabethan Dances (1957)
- Symphony No. 4 (1959)
- Twelve Preludes (1959) for piano
- Derby Day, ouverture (1960)
- Piano Concerto No. 2 (1960)
- Concerto grosso No. 3 (1964)
- Sinfonietta for strings (1970)
- Juan, or The Libertine, opera (1971)
- Symphony No. 5 'Hydriotaphia' (1973)
- Miss Julie, opera (1977)